# Азибаал I
Азибаал I («Баал силён»; финик. 𐤏𐤆𐤉𐤁𐤏𐤋, Azi-ba‘al) — царь Арвада в середине VII века до н. э.

## Биография
Азибаал I известен только из клинописных надписей ассирийского происхождения. В «Анналах Ашшурбанапала» он назван старшим из десяти сыновей правителя Арвада Йакинлу, составивших заговор против отца. В ассирийских источниках не сообщается о причинах такого недовольства царём, приведшего к отцеубийству. Современные историки предполагают, что устранение Йакинлу было инициативой Ашшурбанапала, желавшего избавиться от арвадского царя, недавно участвовавшего в антиассирийском восстании. После убийства отца его сыновья обратились к Ашшурбанапалу с просьбой назначить одного из них правителем Арвада, и ассирийский монарх повелел возвести на престол старшего из них, Азибаала I. Остальные сыновья Йакинлу в качестве почётных заложников были отправлены в Ниневию, где им были «дарованы драгоценные одежды и кольца» и предоставлены различные дворцовые должности.
Дата восшествия Азибаала I на престол не известна. Предполагается, что это могло произойти около 660 года до н. э. Также не установлено, сколько времени Азибаал I властвовал над Арвадом. В древних источниках упоминания о арвадских правителях VII—VI веков до н. э. очень редки. Возможно, что следующим царём был Абимилки, ещё один сын Йакинлу, деятельность которого приблизительно датируется 640-ми годами до н. э. Предполагается, что он правил совместно со своим братом Ахимилки. Позднее Арвадом мог владеть Азибаал II, а затем царём был неизвестный по имени правитель, около 570 года до н. э. находившийся как данник при дворе властителя Нововавилонского царства Навуходоносора II. Следующим же после Азибаала I достоверно известным арвадским правителем был Мербаал, участник битвы при Саламине 480 года до н. э.

## Комментарии
1. ↑  В «Анналах Ашшурбанапала» упоминаются имена десяти сыновей царя Йакинлу: Азибаал, Абибаал, Адунибаал, Сапатибаал, Будибаал, Баалиашупу, Баалхануну, Баалмалуку, Абимилки и Ахимилки[2].